# Théâtre municipal d'Évian-les-Bains
Pour les articles homonymes, voir Théâtre municipal.
Le théâtre municipal dit théâtre du casino d'Évian-les-Bains ou théâtre Antoine-Riboud est un théâtre situé dans la ville d'Évian-les-Bains, dans le département de la Haute-Savoie, construit entre 1883 et 1885. Chef-d’œuvre d’art néoclassique, il a été réalisé par Jules Clerc. Sa décoration intérieure, décor polychrome et doré exécuté par Négri, recrée l’ambiance de la comédie et du carnaval. Au plafond, une peinture donne rendez-vous aux quatre pays d’où provenait sa clientèle cosmopolite de la fin du XIXe siècle : l’Italie, la Suisse, l’Angleterre et la Russie.
Il a été inscrit aux monuments historiques par arrêté du 17 mars 2014.

## Architecture
L'édifice est construit entre 1883 et 1885 par l'architecte Jules Clerc,. Ce dernier est un élève de Charles Garnier (maître d’œuvre de l’Opéra de Paris),.
À l’époque de sa construction, le théâtre avoisinait le château de Blonay transformé en casino, puis rasé. Un petit porche était construit pour l’entrée du casino. Une passerelle facilite toujours le passage direct entre le théâtre et l’établissement de jeu.
La façade néo-classique, avec ses pilastres cannelés, est surmontée d’une corniche à protomés de lions.
Avec son potentiel de deux cent quatre-vingts spectateurs, ce théâtre « à l’italienne » accueille durant l’été les Estivales Théâtrales, avec des pièces de boulevard.

## Exploitation
La ville est toujours propriétaire du bâtiment et l'exploitation est en concession, depuis 1892, au même titre que le casino lui-même, à la Société des Eaux minérales d'Évian, possesseur de la marque Évian appartenant depuis les années 1970 au groupe Danone.
Il a été nommé « Théâtre Antoine-Riboud », en l'honneur d'Antoine Riboud (25 décembre 1918 – 5 mai 2002), fondateur et président de Danone, par le maire Marc Francina, qui a souhaité ainsi marquer sa reconnaissance envers une personnalité de la ville.